# Eddy Bouwmans
Eddy Bouwmans est un coureur cycliste néerlandais, né le 30 janvier 1968 à Aarle-Rixtel.

## Biographie
Professionnel de 1990 à 1997, il remporte notamment le classement des jeunes sur le Tour 1992 et une étape du Critérium du Dauphiné libéré.

## Palmarès

### Palmarès amateur
- 1989
  - Flèche ardennaise
  - 2e du Tour de RDA
  - 3e du Tour du Limbourg

### Palmarès professionnel
- 1991
  - 6e du Critérium du Dauphiné libéré
- 1992
  - Tour de France :
    -  Classement du meilleur jeune
    - 4e étape (contre-la-montre par équipes)

  - 3e de la Classique de Saint-Sébastien
- 1993
  - Classique des Alpes
  - 4e étape du Critérium du Dauphiné libéré
  - 3e du Grand Prix de Francfort 
  - 3e du Tour de Murcie
- 1994
  - 1re étape du Critérium international
  - 3e étape du Tour du Limousin
- 1996
  - 2e du Trophée Luis Puig
  - 2e de Seraing-Aix-Seraing
- 1997
  - Classement général du Teleflex Tour

## Résultats sur les grands tours

### Tour de France
3 participations
- 1992 : 14e,  vainqueur du classement du meilleur jeune
- 1993 : 45e
- 1995 : 45e

### Tour d'Espagne
4 participations
- 1991 : 41e
- 1995 : 27e

## Distinctions
- Cycliste espoirs néerlandais de l'année : 1990